# Dmitri Izkow
Dmitri Izkow (* 1980 in Brjansk, russisch: Дмитрий Ицков) ist ein russischer Milliardär, Geschäftsmann und Unternehmer.

## Leben und Karriere
Izkow wurde 1980 in Brjansk als Sohn eines Musiktheaterdirektors und einer Schullehrerin geboren.
Er studierte Unternehmensführung an der Russischen Wirtschaftsakademie.
Izkow ist Gründer von New Media Stars, einem Web-basierten Medienunternehmen mit Sitz in Moskau, Russland. 2005 verkaufte er seine Anteile am Unternehmen.
Zunehmende Bekanntheit erlangte er, als er im Februar 2011 die 2045 Initiative gründete, eine Non-Profit-Organisation, die bis zum Jahr 2045 kybernetische Unsterblichkeit erreichen will.
Seine Vision ist es, den Fortbestand der menschlichen Spezies sicherzustellen.

## Auszeichnungen
- Dankbarkeit des Präsidenten der Russischen Föderation (16. Dezember 2009) – für die aktive Teilnahme an der Erstellung des Dokumentarfilms "War 08.08.08. Die Kunst des Verrats"[7]